# 約瑟夫·基肖爾
約瑟夫·丹尼魯·基肖爾（英語：Joseph Tanniru Kishore；1980年—），是美國一名社會主義活動家和作家，也是社會主義平等黨全國書記與世界社會主義網站其中一名作者。2008年，他首次當選社會主義平等黨全國書記，並在2010年、2012年、2014年、2016年及2018年社會主義平等黨全國大會中連任。
2020年，基肖爾代表社會主義平等黨參選2020年美國總統選舉 其競選搭檔為諾里薩·聖克魯斯。
基肖爾會就美國、國際事務，以及在科學上撰寫和評論，亦為包括美國汽車工業和公共教育在內的美國勞工鬥爭以及社會主義運動的歷史提出廣泛評論，同時也參與底特律破產工人調查。
他和戴維·諾斯共同編寫了《美國社會主義平等黨的歷史和國際基礎》一書（The Historical and International Foundations of the Socialist Equality Party (US)）。